# عادل ازباج
عادل ازباج (انگلیسی: Adil Azbague؛ زادهٔ ۵ ژانویهٔ ۱۹۹۵) بازیکن فوتبال اهل فرانسه است.
از باشگاه‌هایی که در آن بازی کرده‌است می‌توان به باشگاه فوتبال والنسین اشاره کرد.
وی همچنین در تیم ملی فوتبال زیر ۲۳ سال مراکش بازی کرده‌است.